# Těmice (district de Hodonín)
Pour les articles homonymes, voir Těmice.
Těmice (en allemand : Temnitz) est une commune du district de Hodonín, dans la région de Moravie-du-Sud, en République tchèque. Sa population s'élevait à 908 habitants en 2020.

## Géographie
Těmice se trouve à 4 km au nord de Bzenec, à 19 km à l'ouest-sud-ouest d'Uherské Hradiště, à 20 km au nord-nord-est de Hodonín, à 53 km à l'est-sud-est de Brno et à 237 km au sud-est de Prague.
La commune est limitée par Žeravice et Syrovín au nord, par Domanín à l'est, par Bzenec au sud et par Vracov à l'ouest.

## Histoire
La première mention écrite de la localité date de 1371.